# Дзиан
Дзиан или Тиан (яп. 治安 дзиан, тиан) — девиз правления (нэнго) японского императора Го-Итидзё, использовавшийся с 1021 по 1024 год .

## Продолжительность
Начало и конец эры:
- 2-й день 2-й луны 5-го года Каннин (по юлианскому календарю — 17 марта 1021 года);
- 13-й день 7-й луны 4-го года Тёва (по юлианскому календарю — 19 августа 1024 года).

## Происхождение
Название нэнго было заимствовано из 48-го цзюаня классического древнекитайского сочинения Ханьшу:「陛下何不壱令臣得孰数之於前、因陳治安策、試詳択焉」.

## События
- 1023 год (4-я луна 3-го года Дзиан) — столицу Хэйан-кё поразила эпидемия, улицы были полны умерших[6]; болезнь распространилась по всей стране[7];
- 1023 год (10-я луна 3-го года Дзиан) — Фудзивара-но Митинага отправился в паломничество по храмам горы Коя-сан[8];
- 29 декабря 1023 года (14-й день 11-й луны 3-го года Дзиан) — лунное затмение[9];

## Сравнительная таблица
Ниже представлена таблица соответствия японского традиционного и европейского летосчисления. В скобках к номеру года японской эры указано название соответствующего года из 60-летнего цикла китайской системы гань-чжи. Японские месяцы традиционно названы лунами.
| 1-й год Дзиан (Металлический Петух) | 1-я луна*       | 2-я луна   | 3-я луна  | 4-я луна* | 5-я луна | 6-я луна* | 7-я луна   | 8-я луна*   | 9-я луна    | 10-я луна*             | 11-я луна* | 12-я луна     |                |
| ----------------------------------- | --------------- | ---------- | --------- | --------- | -------- | --------- | ---------- | ----------- | ----------- | ---------------------- | ---------- | ------------- | -------------- |
| Юлианский календарь                 | 15 февраля 1021 | 16 марта   | 15 апреля | 15 мая    | 13 июня  | 13 июля   | 11 августа | 10 сентября | 9 октября   | 8 ноября               | 7 декабря  | 5 января 1022 |                |
| 2-й год Дзиан (Водяная Собака)      | 1-я луна        | 2-я луна*  | 3-я луна  | 4-я луна* | 5-я луна | 6-я луна  | 7-я луна*  | 8-я луна    | 9-я луна*   | 10-я луна              | 11-я луна* | 12-я луна     |                |
| Юлианский календарь                 | 4 февраля 1022  | 6 марта    | 4 апреля  | 4 мая     | 2 июня   | 2 июля    | 1 августа  | 30 августа  | 29 сентября | 28 октября             | 27 ноября  | 26 декабря    |                |
| 3-й год Дзиан (Водяная Свинья)      | 1-я луна*       | 2-я луна*  | 3-я луна  | 4-я луна* | 5-я луна | 6-я луна  | 7-я луна*  | 8-я луна    | 9-я луна    | 9-я луна* (високосная) | 10-я луна  | 11-я луна*    | 12-я луна      |
| Юлианский календарь                 | 25 января 1023  | 23 февраля | 24 марта  | 23 апреля | 22 мая   | 21 июня   | 21 июля    | 19 августа  | 18 сентября | 18 октября             | 16 ноября  | 16 декабря    | 14 января 1024 |
| 4-й год Дзиан (Деревянная Крыса)    | 1-я луна*       | 2-я луна*  | 3-я луна  | 4-я луна* | 5-я луна | 6-я луна* | 7-я луна   | 8-я луна    | 9-я луна*   | 10-я луна              | 11-я луна  | 12-я луна*    |                |
| Юлианский календарь                 | 13 февраля 1024 | 13 марта   | 11 апреля | 11 мая    | 9 июня   | 9 июля    | 7 августа  | 6 сентября  | 6 октября   | 4 ноября               | 4 декабря  | 3 января 1025 |                |

* звёздочкой отмечены короткие месяцы (луны) продолжительностью 29 дней. Остальные месяцы длятся 30 дней.